# Александер Верт (адмірал)
Александер Верт (нім. Alexander Werth; 2 травня 1879, Гадерслебен — 20 квітня 1942, Гамбург) — німецький офіцер, віцеадмірал крігсмаріне.

## Біографія
7 квітня 1897 року вступив на флот. Учасник Першої світової війни, служив на штабних посадах. Після демобілізації армії залишений в рейхсмаріне. 31 грудня 1928 року вийшов у відставку. З 1 липня 1933 року і до кінця життя — імперський комісар морського відділу Гамбурга. 24 травня 1939 року переданий в розпорядження крігсмаріне, 3 вересня призначений імперським комісаром призового суду Гамбурга.

## Звання
- Кадет (27 квітня 1898)
- Фенріх-цур-зее (1 січня 1899)
- Лейтенант-цур-зее (23 вересня 1900)
- Оберлейтенант-цур-зее (15 квітня 1902)
- Капітан-лейтенант (27 квітня 1907)
- Корветтен-капітан (22 березня 1914)
- Фрегаттен-капітан (5 лютого 1920)
- Капітан-цур-зее (1 квітня 1921)
- Контрадмірал (1 квітня 1927)
- Віцеадмірал запасу (31 грудня 1928)
- Віцеадмірал до розпорядження (1 лютого 1941)

## Нагороди
- Орден Святої Анни 3-го ступеня (Російська імперія; 10 серпня 1902)
- Орден Червоного орла 4-го класу з короною
  - орден (6 травня 1912)
  - корона (26 липня 1914)
- Орден Святого Олафа, лицарський хрест 1-го класу (Норвегія)
- Орден Спасителя, командорський хрест (Грецьке королівство; 4 травня 1914)
- Орден Святих Маврикія та Лазаря, офіцерський хрест (Королівство Італія; 16 травня 1914)
- Орден Корони Італії, офіцерський хрест (16 травня 1914)
- Залізний хрест 2-го і 1-го класу
- Орден «За заслуги» (Баварія) 4-го класу з мечами і короною
- Орден Церінгенського лева, лицарський хрест 1-го класу з мечами
- Ганзейський Хрест (Гамбург)
- Хрест «За військові заслуги» (Брауншвейг) 2-го класу
- Військовий Хрест Фрідріха-Августа (Ольденбург) 2-го і 1-го класу
- Почесний хрест (Ройсс) 2-го класу з короною і мечами
- Орден Меджида 3-го класу з шаблями (Османська імперія)
- Галліполійська зірка (Османська імперія)
- Хрест «За військові заслуги» (Мекленбург-Шверін) 2-го класу (21 грудня 1916)
- Хрест «За вислугу років» (Пруссія) (25 років)
- Почесний хрест ветерана війни з мечами
- Хрест Воєнних заслуг 2-го класу з мечами